# Multidentorhodacarus triramulus
Multidentorhodacarus triramulus är en spindeldjursart som först beskrevs av Wolfgang Karg 1998.  Multidentorhodacarus triramulus ingår i släktet Multidentorhodacarus och familjen Rhodacaridae. Inga underarter finns listade i Catalogue of Life.